# Tour du Poitou-Charentes 2022
Il Tour du Poitou-Charentes 2022, trentaseiesima edizione della corsa, si svolse dal 23 al 26 agosto 2022 su un percorso di 683 km ripartiti in 4 tappe (la terza suddivisa in due semitappe), con partenza da Chauray e arrivo a Poitiers. Fu vinto dallo svizzero Stefan Küng della FDJ davanti al francese Kévin Vauquelin e al francese Pierre Latour.

## Tappe
| Tappa  | Data      | Percorso                              | km    | Vincitore di tappa | Leader cl. generale |
| ------ | --------- | ------------------------------------- | ----- | ------------------ | ------------------- |
| 1ª     | 23 agosto | Chauray > Périgny                     | 193,1 | Marc Sarreau       | Marc Sarreau        |
| 2ª     | 24 agosto | Périgny > Vars                        | 195,5 | Marc Sarreau       | Marc Sarreau        |
| 3ª-1ª  | 25 agosto | Nieuil-l'Espoir > Vivonne             | 90,7  | Marc Sarreau       | Marc Sarreau        |
| 3ª-2ª  | 25 agosto | Smarves > Vivonne (cron. individuale) | 18,3  | Stefan Küng        | Stefan Küng         |
| 4ª     | 26 agosto | Mansle > Poitiers                     | 185,1 | Lorrenzo Manzin    | Stefan Küng         |
| Totale | Totale    | Totale                                | 683   |                    |                     |

## Squadre e corridori partecipanti
| N.    | Cod. | Squadra                   |
| ----- | ---- | ------------------------- |
| 1-7   | ARK  | Team Arkéa-Samsic         |
| 11-17 | ACT  | AG2R Citroën Team         |
| 21-27 | COF  | Cofidis                   |
| 31-37 | GFC  | Groupama-FDJ              |
| 41-47 | TFS  | Trek-Segafredo            |
| 51-57 | BBK  | B&B Hotels-KTM            |
| 61-67 | TEN  | TotalEnergies             |
| 71-77 | BCF  | Bardiani-CSF-Faizanè      |
| 81-87 | BWB  | Bingoal Pauwels Sauces WB |
| 91-97 | CJR  | Caja Rural-Seguros RGA    |

| N.      | Cod. | Squadra                       |
| ------- | ---- | ----------------------------- |
| 101-107 | EOK  | Eolo-Kometa Cycling Team      |
| 111-117 | EKP  | Equipo Kern Pharma            |
| 121-127 | EUS  | Euskaltel-Euskadi             |
| 131-137 | UXT  | Uno-X Pro Cycling Team        |
| 141-147 | GRL  | Go Sport-Roubaix Lille Métr.  |
| 151-157 | NMC  | Nice Métropole Côte d'Azur    |
| 161-167 | AUB  | St Michel-Auber 93            |
| 171-177 | UNA  | Team U Nantes Atlantique      |
| 181-187 | CGS  | China Glory Continental C. T. |

## Dettagli delle tappe

### 1ª tappa
- 23 agosto: Chauray > Périgny – 193,1 km

| Pos. | Corridore       | Squadra       | Tempo    |
| ---- | --------------- | ------------- | -------- |
| 1    | Marc Sarreau    | AG2R          | 4h16'56" |
| 2    | Edward Theuns   | Trek          | s.t.     |
| 3    | Lorrenzo Manzin | TotalEnergies | s.t.     |

| Pos. | Corridore     | Squadra | Tempo    |
| ---- | ------------- | ------- | -------- |
| 1    | Marc Sarreau  | AG2R    | 4h16'46" |
| 2    | Emīls Liepiņš | Trek    | a 2"     |
| 3    | Edward Theuns | Trek    | a 4"     |

### 2ª tappa
- 24 agosto: Périgny > Vars – 195,5 km

| Pos. | Corridore      | Squadra    | Tempo    |
| ---- | -------------- | ---------- | -------- |
| 1    | Marc Sarreau   | AG2R       | 4h38'52" |
| 2    | Pierre Barbier | B&B Hotels | s.t.     |
| 3    | Edward Theuns  | Trek       | s.t.     |

| Pos. | Corridore     | Squadra | Tempo    |
| ---- | ------------- | ------- | -------- |
| 1    | Marc Sarreau  | AG2R    | 8h55'28" |
| 2    | Edward Theuns | Trek    | a 10"    |
| 3    | Emīls Liepiņš | Trek    | a 12"    |

### 3ª tappa - 1ª semitappa
- 25 agosto: Nieuil-l'Espoir > Vivonne – 90,7 km

| Pos. | Corridore     | Squadra    | Tempo    |
| ---- | ------------- | ---------- | -------- |
| 1    | Marc Sarreau  | AG2R       | 1h57'44" |
| 2    | Paul Penhoët  | FDJ        | s.t.     |
| 3    | Axel Laurance | B&B Hotels | s.t.     |

| Pos. | Corridore     | Squadra | Tempo     |
| ---- | ------------- | ------- | --------- |
| 1    | Marc Sarreau  | AG2R    | 10h53'06" |
| 2    | Edward Theuns | Trek    | a 16"     |
| 3    | Emīls Liepiņš | Trek    | a 18"     |

### 3ª tappa - 2ª semitappa
- 25 agosto: Smarves > Vivonne (cron. individuale) – 18,3 km

| Pos. | Corridore       | Squadra       | Tempo  |
| ---- | --------------- | ------------- | ------ |
| 1    | Stefan Küng     | FDJ           | 25'01" |
| 2    | Kévin Vauquelin | Arkéa-Samsic  | a 17"  |
| 3    | Pierre Latour   | TotalEnergies | a 20"  |

| Pos. | Corridore       | Squadra       | Tempo     |
| ---- | --------------- | ------------- | --------- |
| 1    | Stefan Küng     | FDJ           | 11h18'29" |
| 2    | Kévin Vauquelin | Arkéa-Samsic  | a 21"     |
| 3    | Pierre Latour   | TotalEnergies | a 29"     |

### 4ª tappa
- 26 agosto: Mansle > Poitiers – 185,1 km

| Pos. | Corridore       | Squadra       | Tempo    |
| ---- | --------------- | ------------- | -------- |
| 1    | Lorrenzo Manzin | TotalEnergies | 4h11'33" |
| 2    | Benjamin Thomas | Cofidis       | s.t.     |
| 3    | Marc Sarreau    | AG2R          | s.t.     |

| Pos. | Corridore       | Squadra       | Tempo     |
| ---- | --------------- | ------------- | --------- |
| 1    | Stefan Küng     | FDJ           | 15h30'02" |
| 2    | Kévin Vauquelin | Arkéa-Samsic  | a 21"     |
| 3    | Pierre Latour   | TotalEnergies | a 29"     |

## Classifiche finali

### Classifica generale
| Pos. | Corridore              | Squadra           | Tempo     |
| ---- | ---------------------- | ----------------- | --------- |
| 1    | Stefan Küng            | FDJ               | 15h30'02" |
| 2    | Kévin Vauquelin        | Team Arkéa-Samsic | a 21"     |
| 3    | Pierre Latour          | TotalEnergies     | a 29"     |
| 4    | Benjamin Thomas        | Cofidis           | a 51"     |
| 5    | Connor Swift           | Team Arkéa-Samsic | a 52"     |
| 6    | Ion Izagirre           | Cofidis           | a 1'00"   |
| 7    | Filippo Baroncini      | Trek-Segafredo    | a 1'02"   |
| 8    | Toms Skujiņš           | Trek-Segafredo    | a 1'05"   |
| 9    | Valentin Ferron        | TotalEnergies     | a 1'09"   |
| 10   | Aurélien Paret-Peintre | Ag2r Citroën Team | a 1'22"   |